# Villers-Allerand

Villers-Allerand este o comună în departamentul Marne, Franța. În 2009 avea o populație de 839 de locuitori.